# Шахматы охотника и сокола
Шахматы охотника и сокола (англ. Falcon-Hunter Chess), ещё называемые шахматы Шульца — модификация шахмат, придуманная Карлом Шульцем в 1943 году. В 1950 году были переименованы в «Шахматы Охотника».

## Особенности
В игру вводятся две специфические фигуры — сокол (англ. Falcon) и охотник (англ. Hunter).
Сокол ходит и берёт как слон вперёд и как ладья назад.
Охотник ходит и берёт как ладья вперёд и как слон назад.
С начала партии у каждого игрока есть 1 фигура сокола и 1 фигура охотника в резерве, то есть вне поля.
Когда игрок теряет ладью, слона, коня или ферзя, вместо обычного хода фигурами ему можно перенести 1 фигуру из резерва на свободную клетку в своих двух горизонтальных полосах.

## Вариации
Существует вариация шахмат охотника и сокола, в которой фигуры охотника и сокола находятся на доске с самого начала игры вместо ферзя и короля.
В другом варианте шахмат охотника и сокола фигуру охотника или сокола можно получить только превращением пешки.
Также существуют стоклеточные шахматы охотника и сокола, в которые играют на доске 10×10 клеток. Охотник находится слева от ферзя, а сокол справа от короля.
В таких шахматах действует ряд дополнительных правил:
- На первый ход пешка может пойти на три клетки вперёд.
- Взятие на проходе отсутствует.
- На первый ход конь может походить два раза в одном направлении.
- Рокировка может быть произведена на расстоянии до трёх клеток от участвующих фигур.
- Ферзь может участвовать в рокировке с королём.